# Ambroxol

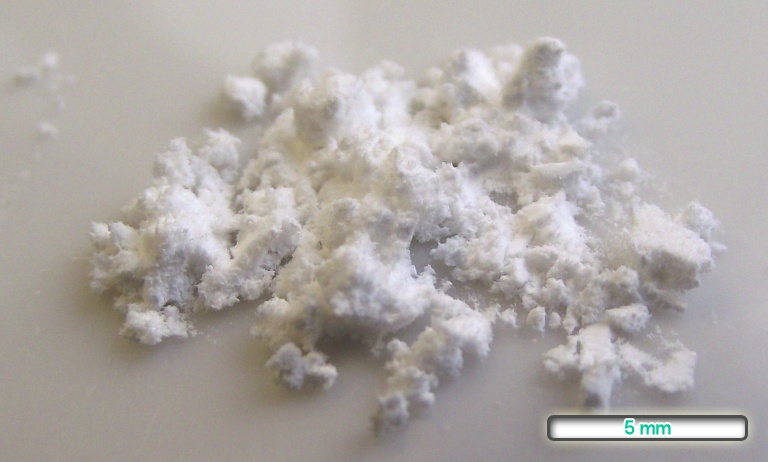
Zuiver ambroxolhydrochloride is een wit poeder

Ambroxol is een geneesmiddel dat gebruikt wordt voor de behandeling van lichte tot matige keelpijn. Het is een expectorans, dat het slijm in de luchtwegen losmaakt en moeilijke vastzittende hoest verlicht. Ambroxol verhoogt de synthese van "surfactant", oppervlakteactieve proteïnen die de viscositeit van het slijm verlagen. Meer recent is gebleken dat ambroxol ook een lokaal anestheticum is in de mond en keelholte.
Ambroxol is de actieve metaboliet van broomhexine, dat vanaf 1965 gebruikt werd als slijmverdunner. Ambroxol bleek efficiënter te zijn dan broomhexine, met minder bijwerkingen. Het kwam eind jaren 1970 op de markt. Het is in verschillende vormen verkrijgbaar, zoals bruistabletten, gewone tabletten of siroop. Sedert 2002 is het ook verkrijgbaar in de vorm van zuigtabletten met cassis- of pepermuntsmaak. Alle middelen bevatten het hydrochloridezout ambroxolhydrochloride. Een merknaam is Mucoangin (Boehringer Ingelheim). Er zijn ook generieke producten met ambroxol op de markt.

## Waarschuwing na registratie
Op 13 januari 2015 gaf de PRAC de aanbeveling om ernstige huidreacties en uitgebreidere informatie over de ernstige allergische reacties in de productinformatie op te nemen van broomhexine en ambroxol.